# قلعه سرخه دیزج
قلعه سرخه دیزج مربوط به اورآرتو - هزاره اول قبل از میلاد - سدهٔ ۸–۶ ه‍.ق است و در شهرستان ورزقان، بخش مرکزی، دهستان ازومدل جنوبی، روستای سرخه دیزج واقع شده و این اثر در تاریخ ۲۷ اسفند ۱۳۸۷ با شمارهٔ ثبت ۲۶۴۰۱ به‌عنوان یکی از آثار ملی ایران به ثبت رسیده‌است.